# Матов, Христо
Христо Апостолов Матов (10 марта 1872, Струга, Османская империя — 10 февраля 1922, София, Болгария) — болгарский македонский политический деятель, идеолог движения за освобождение Македонии и Одринской Фракии, филолог, фольклорист, публицист. Автор стратегического плана Ильинденского восстания. Также известен под партийной кличкой «Брут». Ванчо Михайлов назвал Матова - «наипроницательнейшим идеологом ВМРО в период турецкого режима».

## Биография
Христо Матов — сын Апостола Матова и Петры Чакаровой. Родился 10 марта 1872 года в селе Струга, под властью Османской империи. В семействе Матовых было 11 детей, из них до взрослых лет дожили лишь шестеро: Димитр, Христо, Милан, Мария, Агния и Царевна.

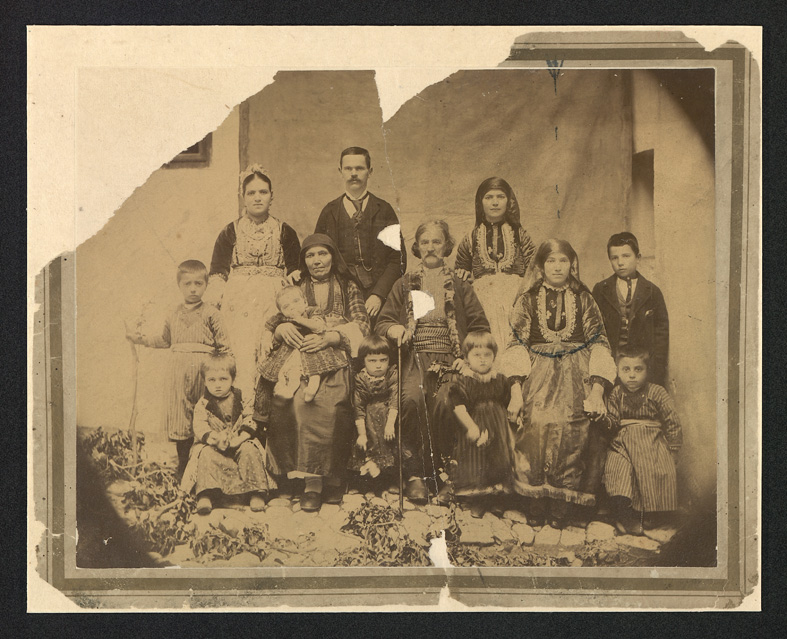
Семейство Матовых

Христо Матов был особенно близок со своим братом Миланом Матовым, который также избрал стезю македонского революционера. Христо Матов, кроме того, состоял в родстве с Царевной Миладиновой.
Матов был одним из первых учеников Солунской болгарской мужской гимназии, позднее стал её учителем и директором (1898—1901). Также был учителем в Сере, Скопье, Софии и в Стара-Загоре. Издал сборник собранных им в Струге и её окрестностях фольклорных памятников. Состоял школьным инспектором в Скопской епархии Болгарской экзархии (1895—1898). В 1895 году принёс присягу ВМОРО на Св. Евангелии. В 1895 — 1898 годах Матов был директором Болгарского Педагогического училища в Скопье. В 1897 году, под псевдонимом «Дримколов», Христо Матов издал брошюру «Сербские претензии в Западной Болгарии», делегитимизируя сербские притязания на Македонию и защищая болгарское происхождение местного славянского населения, и на последней 16-й странице которого пишет, что сербы тоже хотят превратить македонских болгар в отдельную македонскую нацию, чтобы они могли хотя бы предотвратить опасное для них национальное единство Болгарии, а сербские эмиссары в Османской Македонии действуют при финансовой поддержке сербских консулов в том регионе.
Член ЦК ВМОРО (1896—1901). В 1896 или 1897 году принял в ряды ВМОРО 15-16-летнего на тот момент Тодор Александров. В Скопье в 1897 году Матов печатал на гектографе журнал «Санстефанска България», где опираясь на дипломатические результаты графа Н. П. Игнатьева, открыто защищал идею присоединения Македонии к Болгарскому Княжеству.
После «Солунского провала» (январь 1901 г.), отбывал срок заключения в Бодрумской крепости (Бодрум-кале) в Малой Азии (1901—1902). Член Заграничного представительства ВМОРО (1902), руководитель Скопского округа организации.
Накануне Ильинденского восстания познакомил болгарского премьера Рачо Петрова с разработанным им стратегическим планом антиосманского выступления. Петров идею не одобрил.

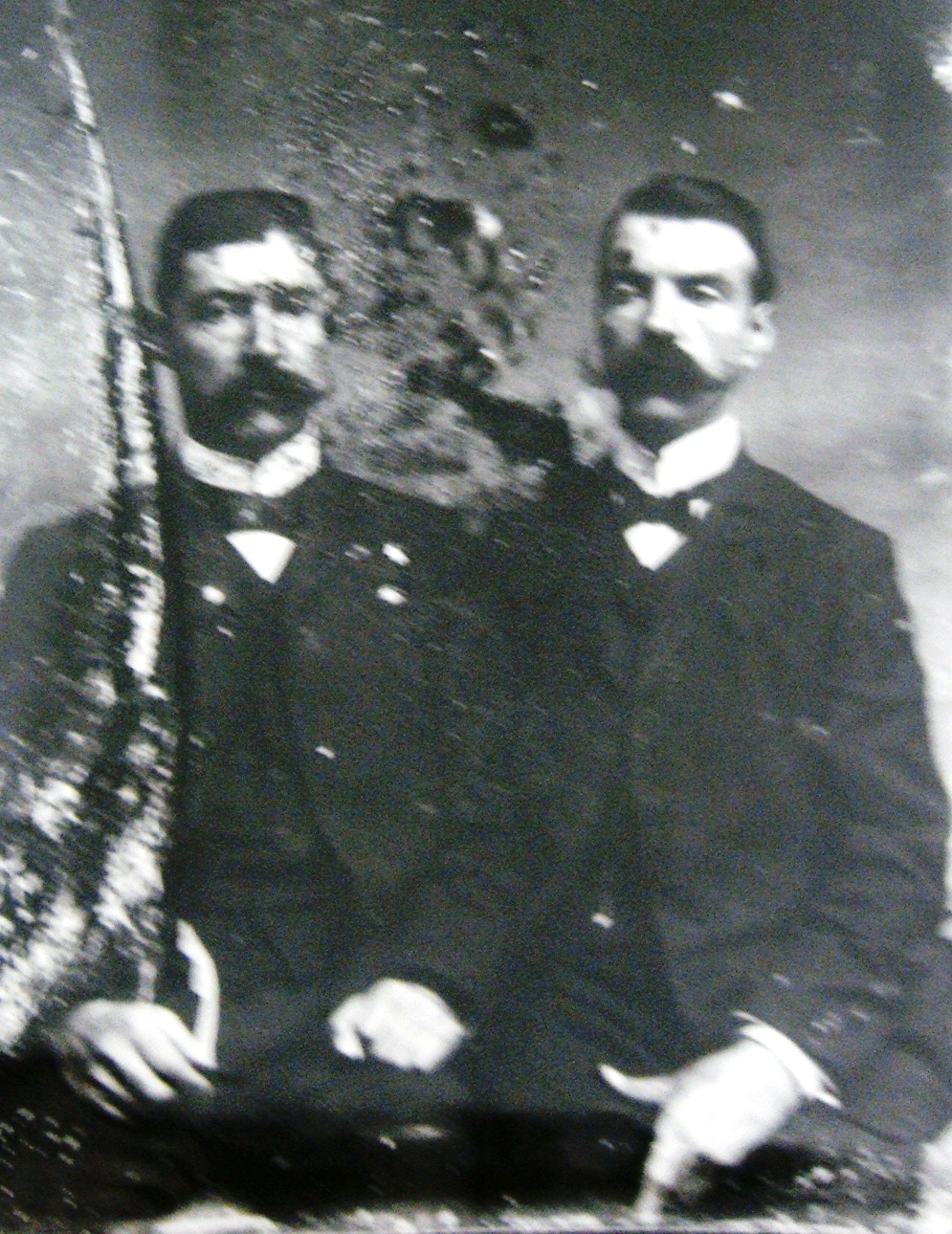
Милан и Христо Матов в 1908

После поражения восстания, Матов, совместно с Христо Татарчевым, приступил к изданию газеты «Революционен лист» (на болгарском и французском языках. В 1903 году лидер «левого крыла ВМОРО» Яне Санданский «приговорил к смерти» Бориса Сарафова, бывшего другом Христо Матова. Санданский возложил на Сарафова ответственность за провал Ильинденского восстания. Сарафов, по своему врождённому благородству, не поверил в возможность покушения на его жизнь… Однако, убийство Сарафова было совершено 28 ноября 1907 года известным боевиком-санданистом Тодором Паницей, вошедшим в доверие к убитому. Вместе с Сарафовым был убит второй заграничный представитель ВМОРО — Иван Гарванов. Третий — Христо Матов — случайно избежал смерти. Коренным расхождением между правым и левым крыльями ВМОРО был вопрос о сотрудничестве с Болгарской державой. Левые были резко против. Сарафов, Гарванов и Матов выступали за сотрудничество, без чего представлялось невозможным даже физическое выживание македонского народа.

Болгарский историк и лингвист Любомир Милетич по поводу убийства Сарафова и Гарванова писал: 
Их деятельность и общая их кончина символично представляют объединение на жизнь и смерть двух родных матерей героев - Македонию и Болгарию!
 После злодейского убийства, в начале января 1908 года, воевода Тане Николов (друг Сарафова), совместно с побратимом Николой Костовым-Сиином, прибыл в Софию и предложил услуги по охране Христо Матова и Васила Чекаларова, бывших под прицелом санданиститов.
Обострились в то время и взаимоотношения с греческими националистами, считавшими Македонию — «своей». В связи с чем, Христо Матов выступил с весьма неоднозначной идеей «Удара по больному месту»: в ответ на греческий террор против болгарских «экзархистских» сёл Македонии — нанести адекватный удар по греческим «патриаршим» сёлам Черноморского побережья Болгарии. Большинством членов ВМОРО этот план был отвергнут.

После Младотурецкой революции 10 июля 1908 года, Яне Санданский и его команда деятельно поддержали режим младотурок. Что, в общем, логически вытекало из резко-антиболгарского настроя «левицы»: нужна же, ведь, хоть какая-то внешняя точка опоры! В отличие от санданистов, безоговорочно принявших лозунги «османизма», крыло Христо Матова изначально отнеслось к младотуркам настороженно. 12 июля члены ЦК ВМОРО Петко Пенчев и Павел Христов созвали на заседание в Битоле представителей местных революционных комитетов. После долгой дискуссии было принято решение прекратить вооружённую борьбу. На переговорах между двумя фракциями организации Пенчев, Христов и Милан Матов (младший брат Христо Матова) декларировали, что ВМОРО «условно присоединяется к младотурецкому движению». 
Христо Матов горячо спорил с братом Миланом. Он сказал: «Ничего не отдавай туркам - ни  оружия, ни кадров!» И брат послушал его.
 — вспоминал Христо Матов-младший (сын Милана Матова). В итоге, представители ВМОРО подчеркнули, что «организация сохраняет за собой право возобновить вооружённую борьбу в случае нарушения политических свобод» — и для гарантии постановили сохранить боевой потенциал. Главным условием было сохранение оружия. Дальнейший ход событий подтвердил правоту Христо Матова-старшего!
В мае 1910 года, когда шовинистические и мегаломанские установки младотурок стали очевидными для всех (или почти для всех), — братья Матовы, Христо Татарчев и Тодор Александров решительно высказались за возврат к прежней партизанской тактике ВМОРО.
Христо Матов участвовал добровольцем в Первой Балканской войне. Служил в Нестроевой роте 9-й Велешской дружины Македоно-одринского ополчения. За проявленную храбрость награждён серебряным крестом с короной «За военна заслуга» и орденом «Свети Александър» VI степени. После Второй Балканской войны Христо Матов сформулировал основные требования ВМРО, которые македонская делегация представила Европе. Они были проигнорированы.
Матов неутомимо боролся против сербского оккупационного режима в Вардарской Македонии. В Первую мировую войну он служил в штабе болгарской армии и занимал должность главного редактора выходившей в Скопье газеты «Родина». В 1917 году Христо опубликовал исследование, в котором выделил 12 обвинительных пунктов против болгарской дипломатии, поступившейся законными интересами Македонского и Болгарского национально-освободительного движения. Вскоре Христо Матов тяжело заболел туберкулёзом. К физическим страданиям присоединилась депрессия. Правительство Стамболийского отказало Матову в пенсии: у прославленного партизана был очень короткий трудовой стаж.
Именем Матова назван пик в Антарктике и улица в Софии.

## Произведения
- «Основы Внутренней Революционной Организации», 1904.
- «Об управлении Внутренней Революционной Организацией», 1905.